# Piotr Tyma
Piotr Stanisław Tyma (ukr. Петро Тима; ur. 4 maja 1966 w Szprotawie) – ukraiński historyk, prezes Związku Ukraińców w Polsce 2006–2021, przewodniczący Rady Mediów Elektronicznych Mniejszości Narodowych i Etnicznych (od 2002), członek Komisji Wspólnej Rządu i Mniejszości Narodowych. Członek Komisji Praw Człowieka Światowego Kongresu Ukraińców, kolegium redakcyjnego tygodnika „Nasze Słowo” oraz rocznika „Almanach Ukraiński”, jest również członkiem Forum Polsko-Ukraińskiego.

## Życiorys
Absolwent IV Liceum Ogólnokształcącego (1985) z dodatkowym językiem ukraińskim w Legnicy oraz Wydziału Filologiczno-Historycznego na Uniwersytecie Gdańskim, magister historii. Dziennikarz, publicysta, zajmujący się od początku lat 90. problematyką polsko-ukraińską.
W okresie 1990–1994 sekretarz redakcji czasopisma ukraińskiego „Zustriczi”, od października 1995 współpracował z TVP S.A. w Warszawie jako realizator i wydawca magazynu telewizyjnego „Telenowyny”, autor kilku reportaży telewizyjnych poświęconych tematyce polsko-ukraińskiej.
Publikował m.in. w „Tygodniku Powszechnym”, „Przeglądzie Politycznym”, kijowskim tygodniku „Polityka i Kultura”, miesięczniku „Nowaja Polszcza”, kwartalnikach „Zustriczi”, „Son i Myśl” roczniku „Almanach Ukraiński”. Redaktor w wydawanym w Warszawie tygodniku ukraińskim „Nasze Słowo”. Współpracuje również z wydawanym w Pradze miesięcznikiem „UiZ”. Autor m.in. raportu „Dostęp środowisk mniejszości narodowych do mediów publicznych w Polsce” (Warszawa 1998), „Ukraińskie rozrachunki z historią” – specjalnego ukraińskiego bloku tematycznego w miesięczniku „Przegląd Polityczny” (Gdańsk 2002).
Współautor książki „Wiele twarzy Ukrainy” (2005), zawierającej 25 wywiadów poświęconych nowemu spojrzeniu na tożsamość współczesnej Ukrainy.
Razem z Izą Chruślińską jest współautorem książki „Dialogi porozumienia. Stosunki ukraińsko-żydowskie” wydanej przez kijowskie wydawnictwo „Duch i Litera”.
Działacz społeczny: prezes Związku Ukraińców w Polsce od 19 lutego 2006, przewodniczący Rady Mediów Elektronicznych Mniejszości Narodowych i Etnicznych (od 2002), członek Komisji Wspólnej Rządu i Mniejszości Narodowych. Członek Komisji Praw Człowieka Światowego Kongresu Ukraińców, kolegium redakcyjnego tygodnika „Nasze Słowo” oraz rocznika "Almanach Ukraiński", jest również członkiem Forum Polsko-Ukraińskiego.
W wyborach 1991 bez powodzenia ubiegał się o mandat poselski z ramienia Wyborczego Bloku Mniejszości w województwie gdańskim.
W 2014 współzałożyciel Komitetu Solidarności z Ukrainą (KOSzU).

## Odznaczenia
Odznaczony ukraińskim Orderem „Za zasługi” III stopnia (2006), polskim Srebrnym Krzyżem Zasługi (2011) oraz Krzyżem Kawalerskim Orderu Odrodzenia Polski (2015).